# 前ケ崎 (流山市)

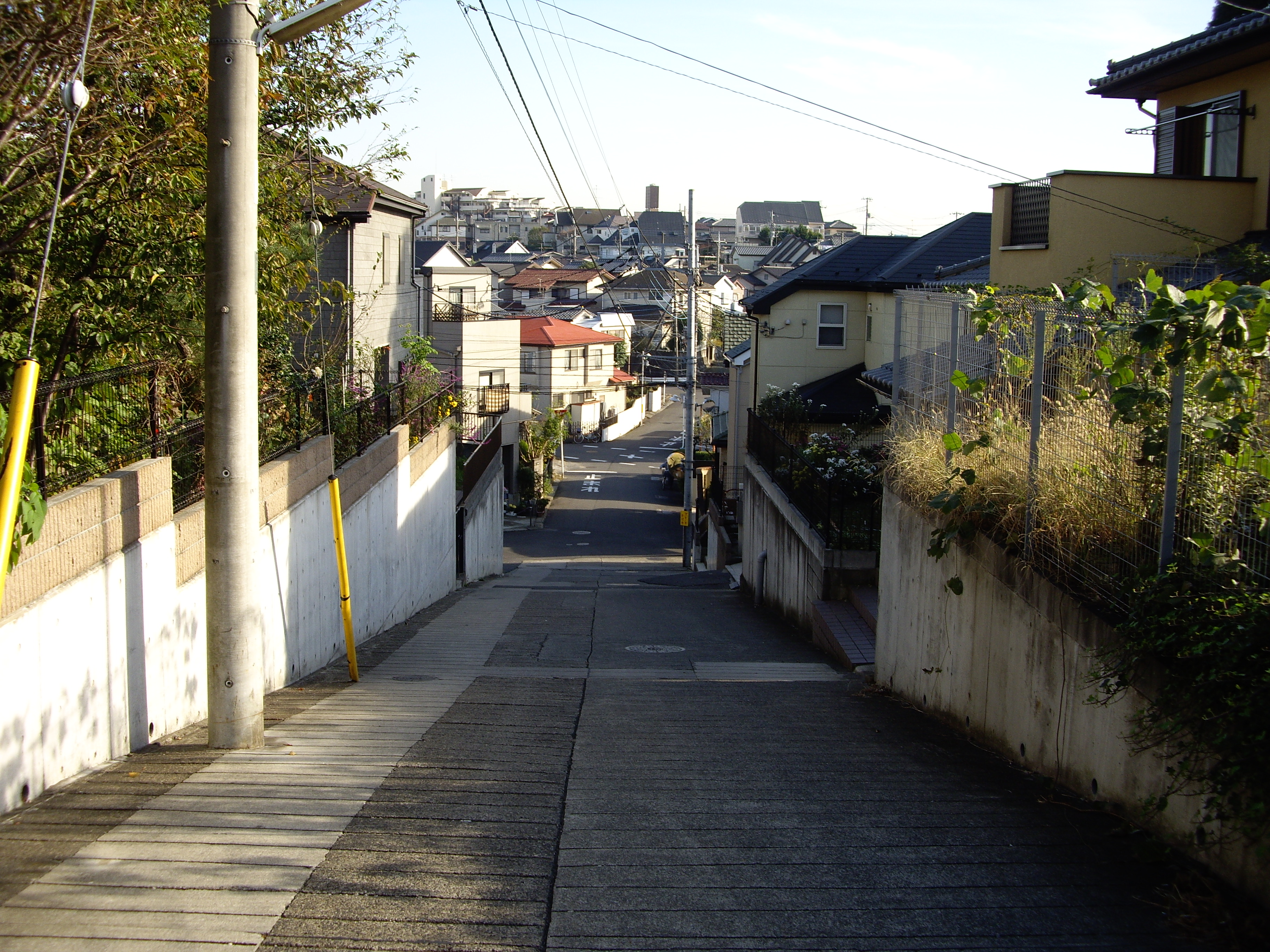
前ケ崎

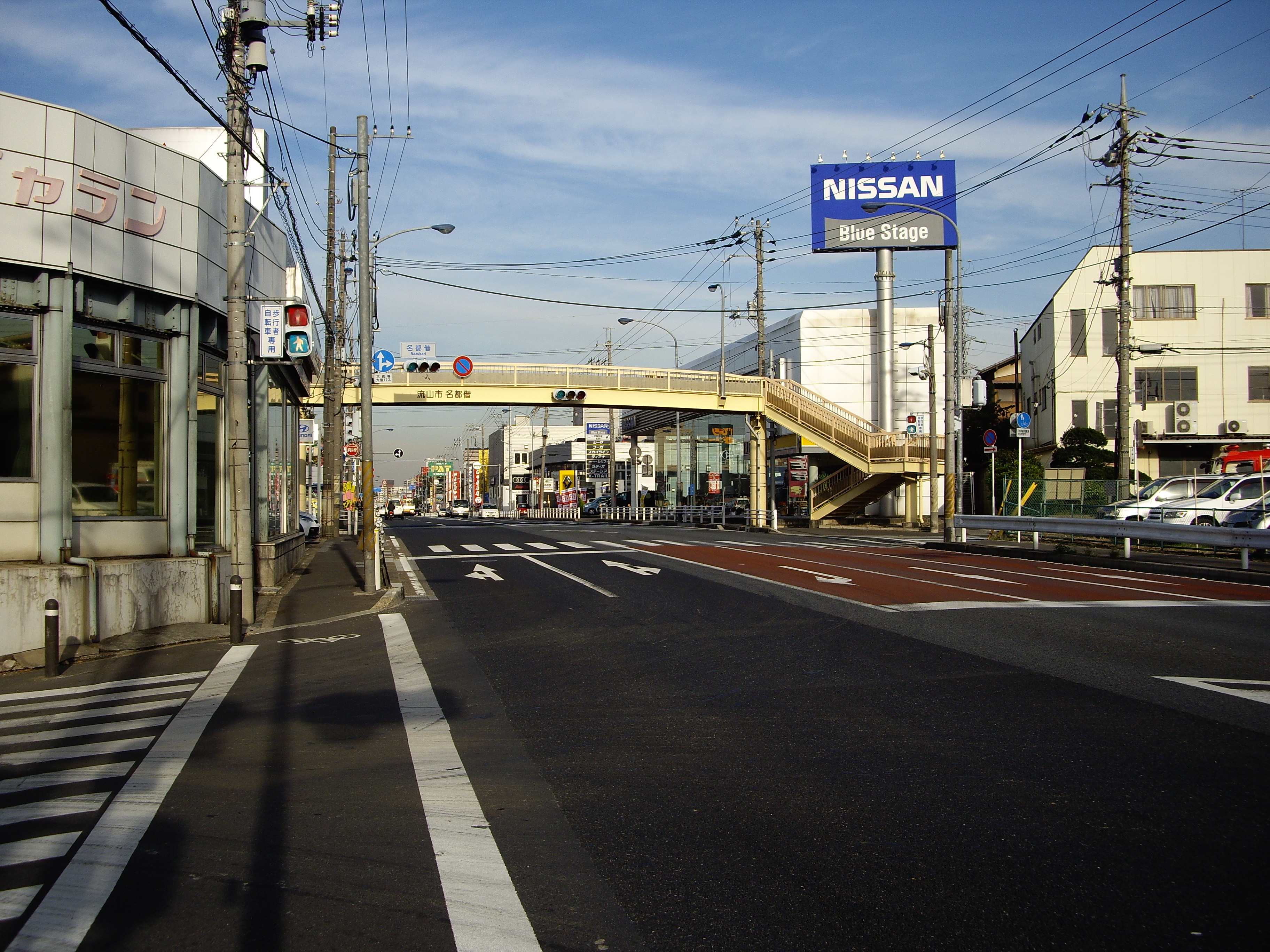
国道6号（前ケ崎）

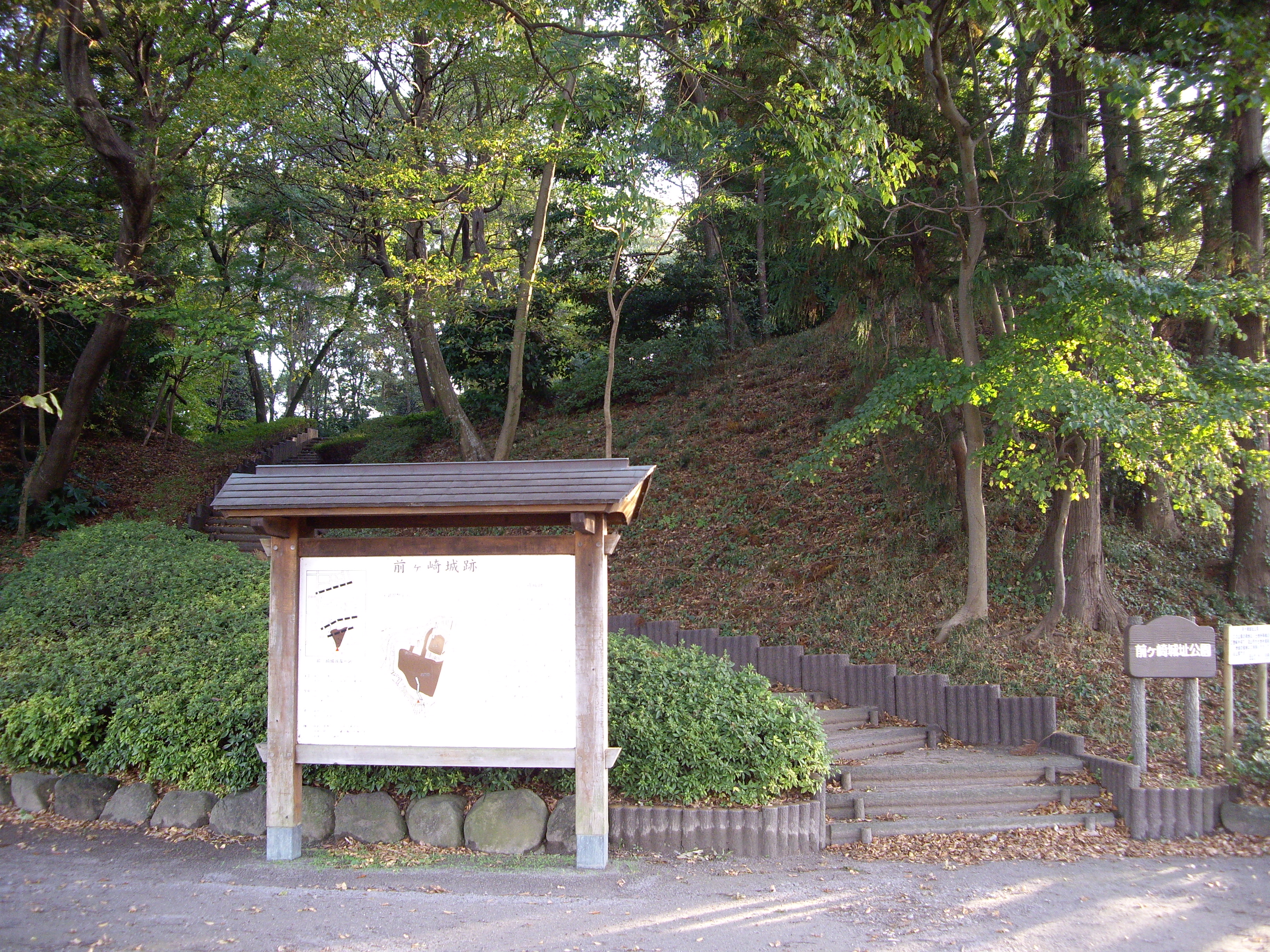
前ケ崎城址公園

前ケ崎（まえがさき/Maegasaki）は、千葉県流山市の地名。郵便番号は270-0144。当地域の人口は3,977人（2008年4月1日現在、住民基本台帳人口調査による。流山市調べ）。

## 地理
流山市東部に位置する。地域内は南部を中心に住宅街となっているほか、緑も多く残る。地域北部の坂川沿いに流山運転免許センターがあり、南部には国道6号（水戸街道）が通る。
東は名都借・向小金、西は松戸市幸田・平賀・東平賀、南は柏市中新宿・松戸市根木内、北は野々下・芝崎・柏市豊四季と接している。

## 歴史

### 沿革
- 1869年（明治2年） 葛飾県葛飾郡前ケ崎村となる。
- 1871年（明治4年） 廃藩置県により印旛県葛飾郡前ケ崎村となる。
- 1873年（明治6年） 県の統合及び、郡の分割により千葉県東葛飾郡前ケ崎村となる。
- 1889年（明治22年） 東葛飾郡市野谷村、思井村、前平井村、後平井村、芝崎村、長崎村、中村、野々下村、古間木村、名都借村、向小金新田、大畔新田、駒木村、十太夫新田、駒木新田、青田新田、初石新田と合併し、東葛飾郡八木村大字前ケ崎となる。
- 1951年（昭和26年）4月1日 流山町、新川村と合併し、東葛飾郡江戸川町大字前ケ崎となる。
- 1952年（昭和27年）1月1日 江戸川町が流山町に改称。東葛飾郡流山町大字前ケ崎となる。
- 1967年（昭和42年）1月1日 市制施行により、流山市大字前ケ崎となる。

## 小字
前ケ崎には24の小字が存在する。ここでは北から順に列挙する。
- 五斗蒔
- 塚田
- 根郷屋
- 奥之台
- 堀合下
- 上之台
- 根崎
- 根崎台

- 羽中
- 北口
- 仲田
- 北ノ下
- 石神
- 池袋
- 川村台
- 宮下

- 宮ノ後
- 宮本
- 仲荒
- 出シ山
- 八ツ内
- 九反歩
- 堰場
- 南谷

## 小・中学校の学区
市立小・中学校に通う場合、学区は以下の通りとなる。
| 地域 | 小学校       | 中学校     |
| ---- | ------------ | ---------- |
| 北部 | 東小学校     | 東部中学校 |
| 南部 | 向小金小学校 | 東部中学校 |

## 施設
- 宝蔵院 - 前ケ崎字根崎台
- 香取神社 - 前ケ崎字宮本